# Allen Vizzutti
Allen Vizzutti (Montana, Verenigde Staten, 1952) is een Amerikaans componist, muziekpedagoog en trompettist.

## Levensloop
Vizzuti kreeg zijn eerste les van zijn vader, die ook trompettist was. Hij studeerde aan de Eastman School of Music, Rochester, waar hij het beste Bachelor en Master of Music-diploma behaalde dat in de toen 77-jarige geschiedenis ooit behaald werd.
In de jaren 1980 vertrok hij na Los Angeles, en speelde als beroepsmusicus in talrijke films, onder andere Back to the Future, The Black Stallion, Rocky II, Poltergeist II, Fire Fox, Sudden Impact en tv-producties. Maar ook met de groten uit de wereld van jazz en pop werkte hij samen, zoals met Chick Corea, Frank Sinatra, Barbra Streisand, Neil Diamond, Woody Herman, Chuck Mangione, The Commodores en Prince. Op de bekende jazz-festivals in Montreux en Newport was hij een veelgevraagd solist en gast.
Als solist speelde hij ook met symfonieorkesten, onder andere met de NHK Symphony Orchestra, Tokio, Los Angeles Philharmonic, Budapester Sinfonie Orchester, Royal Philharmonic Orchestra, Londen, London Symphony Orchestra alsook met vooraanstaande harmonieorkesten als Tokyo Kosei Wind Orchestra, United States Navy Band en voerde eigen werk uit, zoals Emerald Concerto en concerteerde in de Carnegie Hall, Hollywood Bowl, Charles Ives Center en in het Lincoln Center.
Vizutti schreef zowel voor klassieke formaties alsook voor jazz-groepen. Zijn pedagogisch werk "The Allen Vizzutti Trumpet Method" werd gebruikt aan vele conservatoria, universiteiten en muziekscholen.
Samen met zijn echtgenote Laura Vincent Vizzutti, een pianiste, en zijn drie kinderen woont hij tegenwoordig in Seattle, Washington, en is docent voor trompet aan de School of Music van de Universiteit van Washington in Seattle.

## Composities

### Werken voor orkest
- A Night in Tunisia
- Aventura Espanola, voor trompet en orkest
- Conversations, voor trompet en orkest
- Esperance, voor trompet en orkest
- Snow Scenes, voor trompet en orkest
- The Emerald Concerto and Other Gems, voor trompet en orkest
  1. Emerald Concerto
  2. Conversations
  3. Esperance
  4. Aventura Espanola
  5. Snow Scenes
- The Carnival of Venus, voor trompet en orkest

### Werken voor harmonieorkest
- American Jazz Suite, voor trompet en harmonieorkest
- Celebration, voor twee trompetten en harmonieorkest
- Concert Etude
- High Class Brass
- Montana Sketches, voor trompet en harmonieorkest
  1. Big Sky
  2. Mountain Dance
- Prism: Shards of Color for Brass and Percussion, voor koperkwintet en band
- Space
- The Rising Sun, voor trompet en harmonieorkest
  1. Fuji-san (Mount Fuji)
  2. Kyoto no Otera (The Temples of Kyoto)
  3. Shinkansen (The Bullet Train)

### Kamermuziek
- 20 Caprices, voor trompet
- Andante and Cappriccio, voor trompet en piano
- Dynamic Dances, voor fluit
- Explorations, 8 stukken voor trompet
- Metropolis, voor trompet en piano
- Mosaic, voor zes trompetten
- Prelude and Presto, voor koperkwintet
- Quadrat, voor trompet en piano
- Rain Forest, voor trompet en piano
- Sonata, voor fluit en harp
- Sonata no. 1, voor trompet en piano
- Sonata no. 2, voor trompet en piano
- Sonata no. 3, voor trompet en piano
- The Enchanted Trumpet, voor trompet en piano
- The Orient, voor trompet en piano
- The Sea, voor trompet en piano
- Timbuktu, voor trompet en piano
- Trumpeter's Dream, voor trompet en piano
- Vizzutti meets Arban
- 20 Dances, voor trompet

### Werken voor piano
- Appassionata

### Pedagogische werken
- Jazz Adventures
- Jazz Solos Grade 4
- New Concepts for Trumpet
- 20 Dances for Trumpet
- The Allen Vizzutti Trumpet Method
  1. Vol. 1 met technische studies
  2. Vol. 2 met harmonische studies
  3. Vol. 3 met melodische studies